# AT-4
De AT-4 (of AT4) is een draagbaar antitankwapen dat eenmaal te gebruiken is en wordt in Zweden gebouwd bij Saab Bofors Dynamics. Het is een van de populairste antitankwapens in de wereld en is daarmee een commercieel succes voor Saab. AT-4 (Eighty-Four, vierentachtig) is de commerciële naam van het wapen, in Zweden wordt hij echter Pansarskott m/86 genoemd en in de Verenigde Staten staat het wapen bekend als de M136 AT4. Ook het Nederlandse leger maakt gebruik van de AT-4.

## Gebruikers
- Nederland
  - Koninklijke Landmacht: In gebruik onder de naam AT-4[1]
  - Korps Mariniers: In gebruik onder de naam Wapensysteem 84 mm, M136[2]

## Specificaties
- Lengte: 101 cm[3]
- Gewicht lanceerinrichting compleet: 6.7 kg[3]
- Kaliber: 84 mm[3]
- Maximale effectieve dracht bewegend doel: 300 meter[3]
- Maximale effectieve dracht stilstaand doel: 400 meter[3]
- Vluchttijden[3]:
  - 100 meter: 0,4 seconden
  - 200 meter: 0,8 seconden
  - 300 meter: 1,2 seconden
  - 400 meter: 1,7 seconden
- Maximale verheffingen van de projectielbaan[3]:
  - 100 meter: 0,2 meter op 50 meter
  - 200 meter: 0,7 meter op 100 meter
  - 300 meter: 1,7 meter op 150 meter
  - 400 meter: 3,2 meter op 200 meter
- Doordringingsvermogen: >40 cm homogeen staal[3]
- Munitie: Met vin gestabiliseerde raket met holle lading